# Trio Vivente
Das Trio Vivente ist ein Klaviertrio. Es wurde 1992 gegründet und besteht aus Anne Katharina Schreiber (Violine), Kristin von der Goltz (Violoncello) und Jutta Ernst (Klavier). 1996 erhielt das Ensemble beim 1. Internationalen Joseph-Joachim-Kammermusikwettbewerb an der Hochschule für Musik Franz Liszt Weimar den 2. Preis. Das Trio konzertiert regelmäßig in  Deutschland, hatte Produktionen bei mehreren Rundfunksendern und hat Konzertreisen nach Norwegen, Großbritannien und in die Benelux-Staaten absolviert.

## Repertoire
Das Trio spielt Stücke des klassischen und romantischen Repertoires wie auch Werke zeitgenössischer Komponisten. 2016 spielte es die Uraufführung der ihm gewidmeten Konzertphantasie „Eismeer“ von Marc-Aurel Floros. Regelmäßig arbeitet es mit weiteren Künstlern zusammen in Projekten, die die traditionelle Triobesetzung erweitern. 2019 erarbeitete es gemeinsam mit Elke Heidenreich ein Programm zum 200. Geburtstag von Clara Schumann, das auch als Hörbuch produziert wurde.  

## Diskografie
- Jacob's Dream. Joseph Haydn: Klaviertrios. Eigenart/Tacet, 2001
- Franz Schubert: Klaviertrios D 28 und D 898. Eigenart/Tacet, 2004
- Joseph Haydn: Klaviertrios II. Eigenart/Tacet, 2006
- Fanny und Felix. Fanny Hensel: Klaviertrio op. 11. Felix Mendelssohn Bartholdy: Klaviertrio op. 66. Edition Raumklang, 2009
- Emilie Mayer: Klaviertrio op. 13, Klaviertrio op. 16, Notturno op. 48. cpo, 2017
- zusammen mit Elke Heidenreich: Lebensmelodien – Eine Hommage an Clara und Robert Schumann. Lesung mit Musik. Random House Audio, 2019
- zusammen mit Kateryna Kasper, Sopran: Mieczyslaw Weinberg: Klaviertrio op.24, Jüdische Lieder op. 13 für Sopran und Klaviertrio; Dmitri Schostakowitsch: Klaviertrio Nr. 1 op. 8, 7 Romanzen op. 127 für Sopran und Klaviertrio. cpo, 2022

## Weblink
- Homepage des Trio Vivente